# Kristen anarkoprimitivism
Kristen anarkoprimitivism är en kristen, ekoteologisk variant av anarko-primitivismen, som menar sig hitta denna ideologi i Bibeln. Liksom dess icke-kristna variant, tar den avstånd från civilisationen, och förespråkar ofta en återgång till stenålderns, eller med en gammal benämning, "guldålderns" livsstil. 

## Historia
Jean-Jacques Rousseau var en filosofisk föregångare till dagens kristna anarkoprimitivism, med sitt tal om "den ädle vilden", och sitt avståndstagande från upplysningstidens industrialisering. Han var också emot äganderätten. Han var en tid katolik, men återvände vid slutet av sitt liv till sin barndoms kalvinistiska tro. Att han var en ädel kristen är ett ofta förbigånget faktum. Han älskade det enkla livet, och tog avstånd från all flärd och fina kläder. Han ansåg teatern som fördärvlig.
Radikalpietisten Emanuel Swedenborg delade i mångt och mycket Rousseaus värderingar. Han satte afrikanernas andlighet högre än västerlänningarnas, och såg historien som ett förfall från "guldåldern" mellan Adam och Noa, då människorna levde i harmoni med naturen och andevärlden, och då gudarna vandrade med människorna. Swedenborg ville tillbaka till Edens paradis, som han målade så vackert i "Om Guds dyrkan och kärleken till Gud".
Lev Tolstoj kan betraktas som den förste moderne kristne anarkoprimitivisten, genom att han tog avstånd från hela den västerländska kulturen och från all modern teknologi. Han ville att samhället skulle återgå till ett förindustriellt tillstånd. Han var inspirerad av Henry David Thoreau som också var en anarkoprimitivist till en viss grad, dock mindre uttalat kristen.
Sociologen och teologen Jacques Ellul var till en viss grad en primitivistisk kristen anarkist, då han var starkt kritisk till teknologin.
Ched Myers är den mest kände nutida kristna anarkoprimitivisten, och är influerad av grön anarkism och John Zerzan. Hans text "Anarchoprimitivism and the Bible"  är en nyckeltext, likaså texten "The Fall".
Från Ched Myers tradition utgår kristna anarkoprimitivister som "Jesus Radicals" och "Psalters". Dessa förordar en återgång till stenålderns jägar- och samlarlivsstil, och är således, till skillnad från Swedenborg och Tolstoj, styrda av den evolutionistiska historievetenskapen. För Swedenborg var stenåldern "guldåldern", och människorna var allt mindre jaktbenägna ju längre tillbaka i tiden vi går. Swedenborg var vegetarian, och ansåg att köttätande tillhörde syndafallet.